# Zamek Drahim w Starym Drawsku
Zamek Drahim w Starym Drawsku – pozostałości warownego zamku joannitów, wzniesionego w latach 1360–1366, w Starym Drawsku (niem. Alt Draheim), gm. Czaplinek, woj. zachodniopomorskim. Ruiny wpisane zostały w 1959 do rejestru zabytków.

## Historia zamku

Mapa kompleksu zamkowego (ok. 1650 r.)

Warowny zamek drahimski zbudowany został przez rycerski zakon św. Jana (joannitów) w latach 1360–1366, w stylu gotyckim, w miejscu zniszczonego, XII-wiecznego słowiańskiego grodu plemienia Drawian, który wraz z pomocniczym usytuowanym w odległości ok. 800 m stanowił silny ośrodek władzy plemiennej (gród ten rozwijał się w okresie od VII do poł. XII w., kiedy został zdobyty przez wojów Bolesława Krzywoustego w walkach o ziemie pomorskie). Pod koniec XIII wieku tereny te zostały oddane przez Przemysła II zakonowi templariuszy, który ustanowił siedzibę komandorii w Czaplinku. Po rozwiązaniu zakonu templariuszy w 1312 roku ich majątek przejął margrabia Brandenburgii, a od 1345 roku joannici, którzy na siedzibę komandorii również wybrali Czaplinek. W pierwszej kolejności powstał drewniany zamek, który został wzniesiony w 1350 r., murowany zaś w latach 1360–1366. Pożar obiektu w 1758 r. wywołany obroną płk Cosela przed atakiem kozackim gen. Denikoffa (wojna siedmioletnia) rozpoczął okres gwałtownego upadku dawnej zakonnej siedziby. Jeszcze pod koniec XVIII w. w zamku mieściły się biura pruskiego podatkowego urzędu ziemskiego. W 1784 r. dokonano rozbiórki części zniszczonych murów, z przeznaczeniem na materiał budowlany pobliskiego kościoła (dziś: pw. Wszystkich Świętych). W 1818 r. Królestwo Prus sprzedało teren zamkowy wraz z przyległym folwarkiem – prywatnemu junkrowi ziemskiemu. W okresie międzywojennym (1927 r.) przeprowadzono drobne prace remontowo-restauracyjne, które polegały na załataniu wyrw i wzmocnieniu murów. Poważniejsze prace, które były połączone z prowadzonymi badaniami archeologicznymi przeprowadzono również w latach 1963–1968. W tym czasie zabezpieczono zabytek w tzw. trwałej formie. Obiekt mimo swoich walorów nie został odpowiednio zagospodarowany. W latach 90. XX w. teren zamkowy wraz z samym zamkiem został zakupiony przez prywatnego przedsiębiorcę, który w założeniach inwestycyjnych zaplanował całkowitą rekonstrukcję obiektu.

## Dawna architektura obiektu

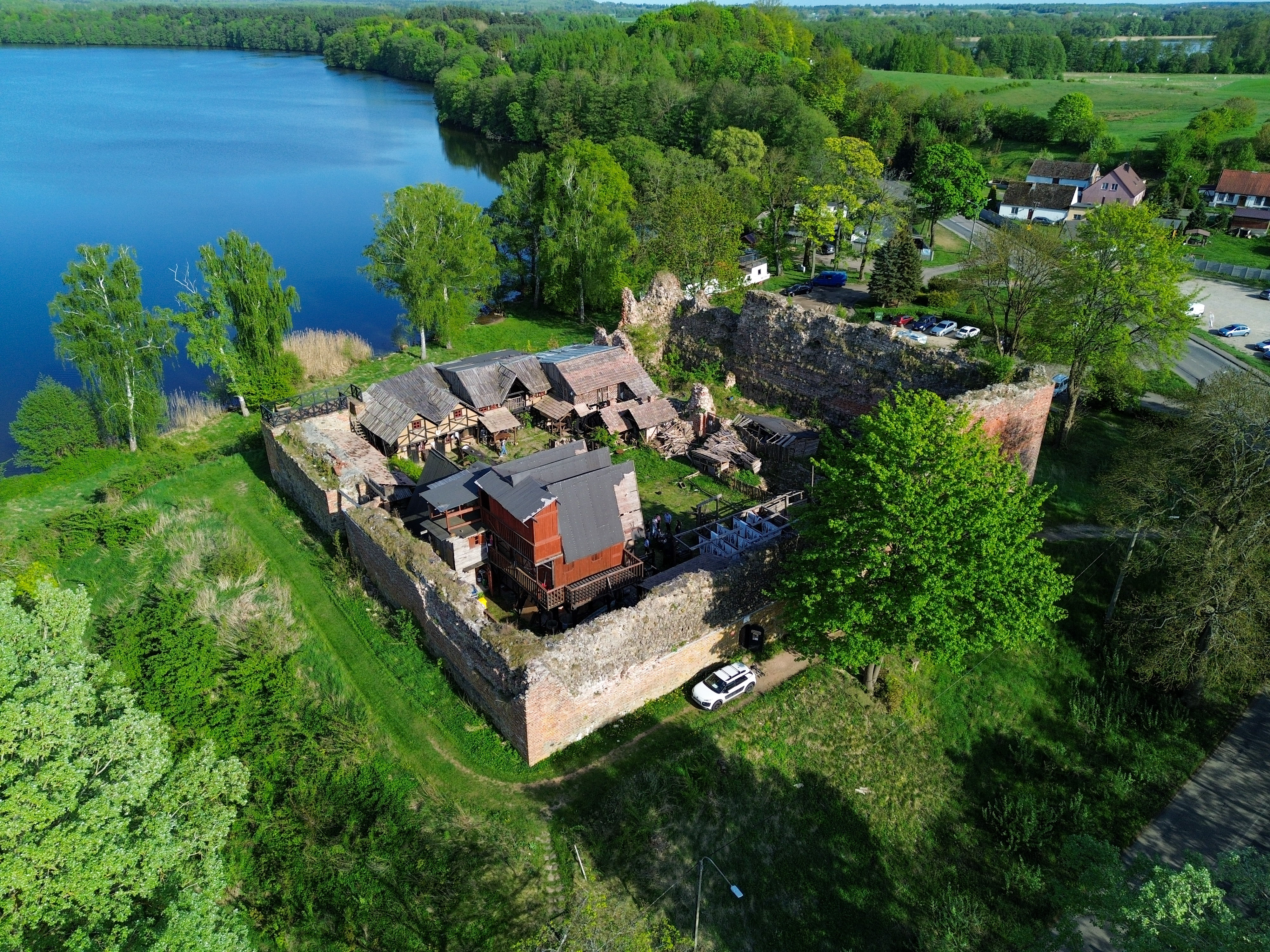
Zamek Drahim z lotu ptaka

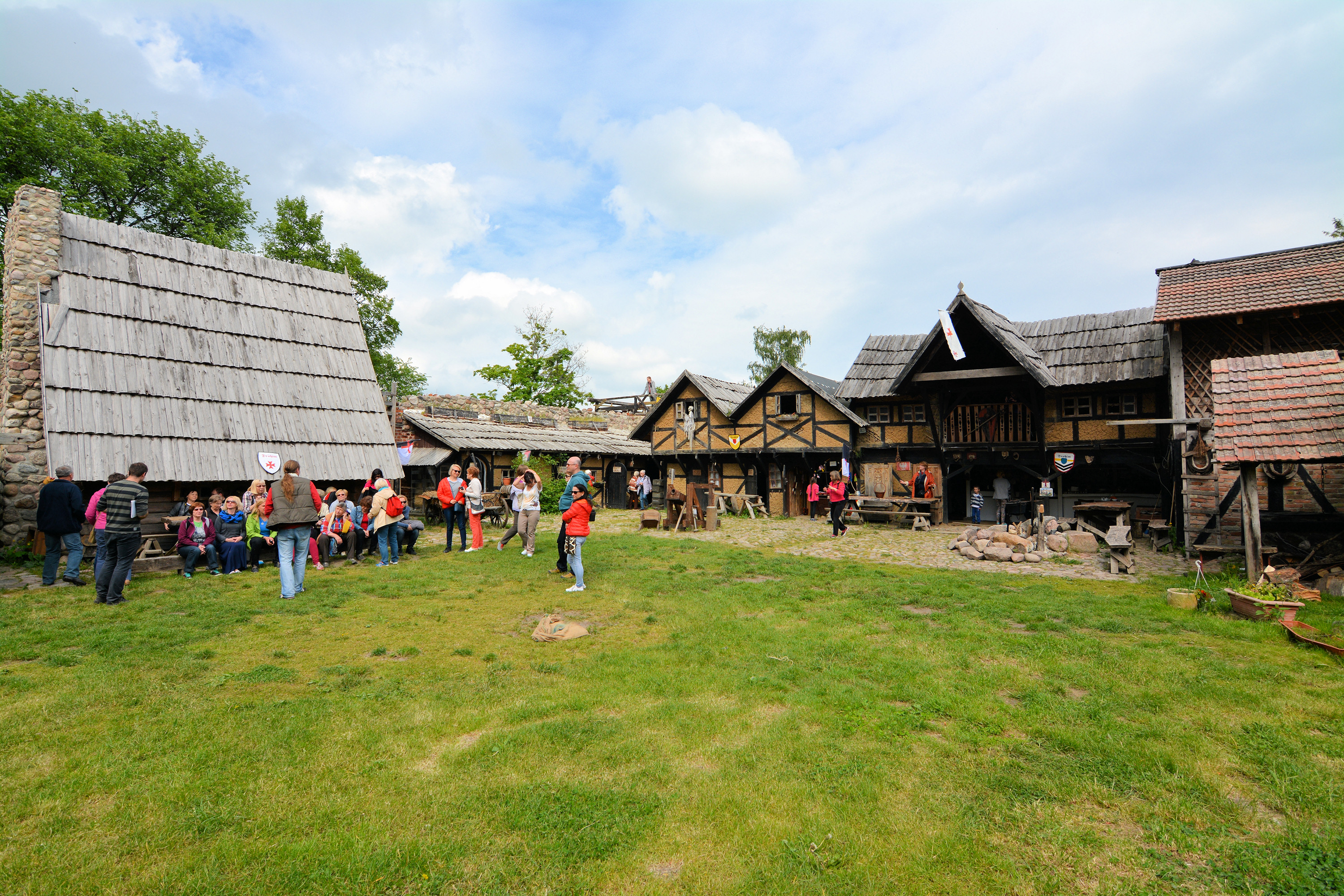
Zamkowy dziedziniec

Zespół obronny zlokalizowano na wąskim 60-metrowym przesmyku między jeziorami: Drawsko i Żerdno, w miejscu zniszczonego wczesnośredniowiecznego słowiańskiego grodziska. Teren pod zabudowę został sztucznie podwyższony o 6 m i uformowany w kopiec o wym. 50 × 50 m. Zamek został zbudowany z głazów granitowych oraz z cegły na planie czworoboku o wym. 41 × 46,5 m. Część południową obiektu stanowiło niegdyś dwu- bądź trzykondygnacyjne skrzydło o wym. 37,5 × 11 × 9 m, gdzie w przyziemiu urządzono pomieszczenia gospodarczo-więzienne, a na wyższych kondygnacjach – mieszkalne komnaty. Zamek nie posiadał wieży. Został natomiast otoczony murami warownymi o rozpiętości 2,5 m i wys. od 7,6 m do 12, 8 m, na których usytuowano hurdycje (rodzaj ganku) ze schodami. W murze znajdowały się liczne otwory strzelnicze. W kurtynie północnej został usytuowany wjazd do zamku, który został wzmocniony basztą bramną.
Teren przy zamku wypełniony został kamiennym dziedzińcem, w którym usytuowano poidło dla koni i 180-centymetrową ocembrowaną studnię oraz piec ceglany (obecnie zrekonstruowany). Twierdza była zabezpieczona od strony południowej i północnej – fosą (o głęb. od 3,5 do 5 m), a od wschodu i zachodu – wodami jezior. Podzamcze było usytuowane na bazie starej fosy od strony południowej i północnej, od lądu było odcięte rzeką, a od zamku fosą. Stoki i wzniesienia zostały wyłożone kamieniami w celu zabezpieczenia przed erozją elementów fortyfikacyjnych obiektu. Podzamcze z zamkiem zostało połączone drewnianym mostem (zwodzonym?), którego filary stanowiły ociosane grube słupy.
Późniejsza rozbudowa obiektu spowodowała zagęszczenie dziedzińca nowymi budowlami. Zbudowano dwa domy szachulcowe, z czego jeden, podpiwniczony i dwukondygnacyjny, kryty trzciną o wym. 19 × 10 m był usytuowany od zachodu i przeznaczony dla starosty, drugi natomiast, mniejszy o wym. 21 × 7,5 m został postawiony we wschodniej części dziedzińca i przeznaczony dla pomocnika starosty. Domy nie przylegały bezpośrednio do murów obwodowych, oddzielone były dwumetrowym pasem, dzięki czemu zyskiwały dodatkowe światło. W południowo-zachodnim narożniku znajdowała się podpiwniczona szopa, która mogła pomieścić ok. 20 hektolitrów piwa. Po przeciwnej stronie natomiast umieszczono podpiwniczony budynek, który z czasem stanowił zbrojownię (arsenał). W okresie późniejszym zabudowa dziedzińca powiększona została o dwie drwalnie oraz wartownię, a zewnętrzny obwód wzbogacono dwiema drewnianymi wieżyczkami. Rozbudowę średniowiecznych umocnień przeprowadzono w XVI w. Otaczające zamek wzniesienie ziemne (wały) wzmocniono w narożach półkolistymi bastejami, nad którymi wzniesiono 4 drewniane wieżyczki strażnicze. W poł. XVII w. opracowano projekty opasania warowni fortyfikacjami bastionowymi, jednak nie zostały one zrealizowane. Obiekt do dziś posiada niepełny profil murów obronnych.

## Wartość kulturowa
Ruiny zamku drahimskiego stanowią wartość dziedzictwa kulturowego epoki średniowiecza. Są przykładem osobliwego budownictwa zakonnego joannitów, który był charakterystyczny dla wszystkich spotykanych na Pomorzu budowli joannitów. Stare Drawsko, gdzie położony był zamek – dziś jest wsią sołecką w województwie zachodniopomorskim w powiecie drawskim (gmina Czaplinek). Pozostałości kultury materialnej stanowią walory badawcze dla archeologów i poznawcze dla turystów specyficznej zabudowy schyłku średniowiecza, które mimo rozbudowy zachowały swoje oryginalne koncepcje architektoniczne. Zabytek obecnie należy do prywatnego Muzeum Motoryzacji i Techniki w Otrębusach – Zbigniewa Mikiciuka. Obiekt jest wpisany do rejestru zabytków dziedzictwa narodowego (nr rej. 190, z dnia 29 kwietnia 1959 r.)